# Вершина озера
Вершина озера (англ. Top of the Lake) — многосерийная британо-австралийская детективная драма производства See-Saw Films совместно с BBC и другими студиями, созданная Джейн Кэмпион и Джерардом Ли и транслирующаяся на каналах «Sundance Channel» в США, BBC UKTV в Австралии и Новой Зеландии и BBC Two в Великобритании. Премьера первого сезона на телевидении состоялась 18 марта 2013 года. Второй сезон стартовал после длительного перерыва 27 июля 2017 года.

## Актёры и персонажи

### Первый сезон

#### Основной состав
- Элизабет Мосс — Робин Гриффин; детектив из Сиднея, специализирующаяся на расследовании случаев сексуального насилия, которая возвращается в свой родной город Лейктоп в Новой Зеландии, чтобы навестить больную мать. В это время там исчезает 12-летняя беременная девочка Туи Митчем, и Робин соглашается взяться за это дело. Однако расследование заставляет Робин вспомнить ужасные события, происходившие с ней в подростковые годы.
- Дэвид Уэнем — Эл Паркер, детектив-сержант в полицейском отделении Куинстауна, сторонник традиционных методов полицейской работы; пользуется популярностью у местных жителей; также курирует кафе, на работу в которое нанимают малолетних правонарушителей и трудных подростков.
- Питер Маллан — Мэтт Митчем, шотландец по национальности и глава семейства Митчемов; неофициальный хозяин города, держащий людей в страхе; имеет серьёзные психологические проблемы.
- Томас М. Райт — Джонно Митчем, младший сын Мэтта и первая любовь Робин; разорвал все связи с отцом. Возвращается в Лейктоп после 8 лет пребывания в тайской тюрьме «Банкванг» за хранение наркотиков.
- Холли Хантер — Джиджей, духовный лидер из Швейцарии, приехала в местечко под названием «Рай» недалеко от Лейктопа и основала там общину для женщин, каждая из которых перенесла какую-либо травму.

#### Второстепенный состав
- Кип Чапман и Джей Райан — Люк и Марк Митчемы, сыновья Мэтта.
- Жаклин Джо — Туи Митчем, 12-летняя дочь Мэтта, исчезнувшая на пятом месяце беременности.
- Робин Невин — Джуд Гриффин, мать Робин, страдающая от рака.
- Кэлвин Тутео — Туранги, бойфренд Джуд, маори по национальности, имеет склонность к насилию.

### Второй сезон

#### Основной состав
- Гвендолин Кристи — Миранда Хильмарсон, 35-летняя констебль полиции Сиднея, которая становится напарником Робин Гриффин.
- Давид Денсик — Александр «Пусс» Браун, 42-летний харизматичный немец, родом из Восточной Германии, который живёт на втором этаже борделя под названием «Шёлк 41». Является бойфрендом Мэри; их отношения сильно тревожат Робин, Пайка и Джулию.
- Юэн Лесли — Пайк Эдвардс, успешный адвокат и приёмный отец Мэри.
- Элис Энглерт — Мэри Эдвардс, 17-летняя биологическая дочь Робин, которую та отдала на удочерение. Начинает бунтовать из-за расставания своих приёмных родителей.
- Николь Кидман — Джулия Эдвардс, приёмная мать Мэри. Расстаётся с мужем и отдаляется от дочери из-за лесбийского романа со своей коллегой — преподавателем Изидорой.

## Производство

### Первый сезон
Первоначально на роль Джи Джей прослушивалась британо-американская актриса Дженнифер Эль, однако впоследствии эта роль была отдана Холли Хантер. Джейн Кэмпион предлагала главную женскую роль детектива Робин Гриффин новозеландской актрисе Анне Пэкуин, которая снималась в её фильме «Пианино». Однако Пэкуин отказалась от роли из-за своей беременности, и роль досталась американской актрисе Элизабет Мосс.
Сериал должен был производиться совместно с ABC — национальной общественной вещательной корпорацией Австралии. Однако после того как на главную роль была выбрана американская актриса Элизабет Мосс, ABC отказалась финансировать съёмки, мотивируя своё решение тем, что основным условием подписанного контракта было участие в главной роли австралийской актрисы. Вскоре австралийский канал UKTV согласился финансировать съёмки сериала. Филиппа Кэмпбелл стала новозеландским продюсером «Вершины озера».
Съёмки первого сезона заняли 18 недель и проходили в новозеландском округе Отаго в городах Куинстаун и Гленорчи. Куинстаун в сериале выступал в роли самого себя, в то время как Гленорчи превратился в вымышленный город Лейктоп. Сцены, связанные с женской общиной, были сняты на озере Моук.

### Второй сезон
В начале 2013 года одна из создателей сериала Джейн Кэмпион сообщила, что сериал «Вершина озера» достиг своего логического завершения, и его продолжения не планируется. Однако в октябре 2014 года стало известно, что сериал продлён на второй сезон. Его съёмки начались в декабре 2015 года в Сиднее.
Во втором сезоне Джейн Кэмпион и Джерард Ли остались ведущими сценаристами, Джейн Кэмпион также продолжила быть одним из режиссёров шоу. Из-за занятости в других проектах Гарт Дэвис, второй режиссёр первого сезона, был заменён на австралийца Эриэля Клеймена. Филиппа Кэмпбелл продолжила исполнять роль продюсера. Известная актриса Николь Кидман присоединилась к основному составу второго сезона из-за желания во второй раз в своей карьере поработать с Кэмпион. Кидман играет «австралийскую мать, чья судьба тесно переплетётся с судьбой детектива Робин Гриффин».

## Показ
Все серии первого сезона «Вершины озера» были показаны на кинофестивале «Сандэнс» в январе 2013 года. «Сандэнс» позиционировал «Вершину озера» как мини-сериал, и его показ был представлен в виде семичасовой программы, прерванной только одним антрактом и обеденным перерывом. Это был первый мини-сериал в истории «Сандэнса», который был включён в его программу. Также «Вершина озера» дополнительно была показана на 63-м Берлинском кинофестивале.
Премьера сериала на телевидении состоялась 18 марта 2013 года на американском канале Sundance Channel; в Австралии — 24 марта 2013 года на канале BBC UKTV; в Новой Зеландии — 25 марта 2013 года также на BBC UKTV.
Премьера полного второго сезона «Вершины озера» состоялась в мае 2017 года на Каннском кинофестивале. В Великобритании премьера второго сезона состоялась на канале BBC Two 27 июля 2017 года. Также весь сезон целиком был выпущен на сервисе BBC iPlayer. В США каналом Sundance Channel показ второго сезона «Вершины озера» назначен на сентябрь 2017 года. Кроме того, каждый эпизод, показанный в США по телевидению, на следующий день будет доступен на сервисе Hulu.

## Список эпизодов

### Первый сезон (2013)
| № общий | № в сезоне | Название               | Режиссёр                   | Автор сценария             | Дата премьеры  |
| --- | ---------- | ---------------------- | -------------------------- | -------------------------- | -------------- |
| 1 | 1          | «Episode 1» «Эпизод 1» | Джейн Кэмпион              | Джейн Кэмпион и Джерард Ли | 18 марта 2013  |
| В маленьком новозеландском городке Лейктоп 12-летняя девочка Туи Митчем заходит в озеро, чтобы покончить жизнь самоубийством. Однако её спасает проезжавшая мимо школьная медсестра; затем она проводит осмотр девочки и понимает, что та беременна. Робин Гриффин, офицер полиции из Сиднея, специализирующаяся на сексуальных преступлениях против детей, приезжает в город своего детства, чтобы навестить больную мать. Вскоре ей звонят из местного полицейского участка и просят приехать и допросить Туи; Робин соглашается. |            |                        |                            |                            |                |
| 2 | 2          | «Episode 2» «Эпизод 2» | Гарт Дэвис и Джейн Кэмпион | Джейн Кэмпион и Джерард Ли | 18 марта 2013  |
| На дороге Робин встречает двух женщин из общины; те сообщают ей, что Туи провела у них предыдущую ночь, а утром ушла и не вернулась. Робин организовывает операцию по поиску пропавшей Туи Митчем. Во время поисков Робин входит в озеро и её посещает видение того, как Туи делает то же самое; Робин пугается и выбегает из воды. Вечером Робин решает самостоятельно проверить зацепку, связанную с местным жителем, который был осуждён за педофилию, однако она переоценивает собственные силы и попадает в опасную ситуацию, и чтобы выбраться из неё Робин приходится просить о помощи Джонно. |            |                        |                            |                            |                |
| 3 | 3          | «Episode 3» «Эпизод 3» | Гарт Дэвис                 | Джейн Кэмпион и Джерард Ли | 25 марта 2013  |
| Эл тайно встречается с Мэттом на озере. Робин посещает «Рай», место, где последний раз видели Туи. Там она знакомится с Джи Джей, но её допрос ни к чему не приводит, так как глава общины говорит загадками. Позже Робин получает ордер на обыск дома Митчемов и отправляется туда вместе с Элом. Мэтт приходит в «Рай», и женщины приглашают его на собрание, которое проводит Джи Джей. |            |                        |                            |                            |                |
| 4 | 4          | «Episode 4» «Эпизод 4» | Гарт Дэвис и Джейн Кэмпион | Джейн Кэмпион и Джерард Ли | 1 апреля 2013  |
| Робин приходит на ужин в гости к Элу и рассказывает ему о том, что, по её мнению, записку Туи со словом «no one», в которой она должна была написать имя своего насильника, следует трактовать буквально: «не один», то есть Туи хотела сообщить о произошедшем с ней групповом изнасиловании. Однако Эл не поддерживает Робин и говорит ей, что она слишком одержима этим делом, а причиной этому служит тот факт, что Робин в возрасте 15 лет сама стала жертвой группового изнасилования. Воспоминания, нахлынувшие на Робин после этого разговора, приводят к стычке с её участием в местном баре; после случившегося Эл увольняет её. |            |                        |                            |                            |                |
| 5 | 5          | «Episode 5» «Эпизод 5» | Джейн Кэмпион и Гарт Дэвис | Джейн Кэмпион и Джерард Ли | 8 апреля 2013  |
| Джонно рассказывает Робин, что той ночью, когда её изнасиловали, он находился рядом, но не сделал ничего, чтобы спасти её, потому что был слишком сильно напуган. Мать Робин узнаёт об отношениях своей дочери и Джонно и говорит Робин, чтобы та немедленно прекратила с ним общаться. Мэтт посылает своих людей на поиски Туи, и те добывают доказательства того, что девочка жива. В лесу они сталкиваются с Робин и Джонно, и в результате произошедшего конфликта, телефон со снимками живой и здоровой Туи попадает в руки к Робин. Тем временем, Джейми, друга Туи, который отказывается разговаривать, вновь ловят на воровстве в магазине и отправляют в полицейский участок. |            |                        |                            |                            |                |
| 6 | 6          | «Episode 6» «Эпизод 6» | Гарт Дэвис и Джейн Кэмпион | Джейн Кэмпион и Джерард Ли | 15 апреля 2013 |
| Робин полагает, что исчезновение Туи и незаконная деятельность её отца по производству наркотиков, в том числе рогипнола, связаны, и девочка боится возвращаться из-за этого. Поэтому Робин хочет завести дело против Мэтта и делится своими планами с Джонно. Однако тот высказывается резко против и говорит, что она только наживёт себе врагов, потому что на производстве Мэтта работает половина города. Робин не собирается сдаваться и разговаривает с женщинами, работающими на Мэтта, убеждая их дать показания против него; однако они отказываются сотрудничать с полицией. После этого разговора кто-то стреляет в окно дома Робин, чтобы она отказалась от расследования. Друзья Туи отправляются в её тайное убежище, чтобы поздравить её с Днём Рождения. В то же самое время Мэтт отправляет целую группу вооружённых людей на поиски дочери; они ловят друзей Туи и заставляют их рассказать о местоположении девочки. |            |                        |                            |                            |                |
| 7 | 7          | «Episode 7» «Эпизод 7» | Джейн Кэмпион              | Джейн Кэмпион и Джерард Ли | 15 апреля 2013 |
| Приближается день родов Туи, но девочка всё ещё находится в бегах. Робин отправляется к Мэтту, так как он обещает официально признаться ей в том, что совершил; однако это признание не отправляет его в тюрьму, но шокирует Робин и разрушает их отношения с Джонно. Вооружённый Мэтт самостоятельно отправляется на поиски дочери, и Робин необходимо догнать и остановить его, пока не произошло непоправимое. |            |                        |                            |                            |                |

### Второй сезон (2017)
| № общий | № в сезоне | Название                                    | Режиссёр       | Автор сценария             | Дата премьеры   | Зрители в Великобритании (млн) |
| --- | ---------- | ------------------------------------------- | -------------- | -------------------------- | --------------- | ------------------------------ |
| 8 | 1          | «China Girl» «Китайская девушка»            | Джейн Кэмпион  | Джейн Кэмпион и Джерард Ли | 27 июля 2017    | 3,39                           |
| После разрыва со своим женихом Джонно детектив Робин Гриффин возвращается в Сидней. Она пытается оставить психологические травмы в прошлом и приспособиться к новой жизни, но узнаёт, что бывший детектив Эл Паркер, в которого она стреляла, узнав, что тот покрывает сеть педофилов, подал против неё гражданский иск. Также Робин хочет познакомиться со своей дочерью Мэри, которую она отдала на удочерение. Сейчас Мэри 17 лет, и она встречается с 42-летним мужчиной по кличке Пусс, который живёт на втором этаже борделя «Шёлк 41». Тем временем, на пляж выносит чемодан, в котором лежит труп азиатской девушки. Робин и её новая напарница Миранда берутся за расследование этого дела.                                                                      |            |                                             |                |                            |                 |                                |
| 9 | 2          | «The Loved One» «Любимый»                   | Эриэль Клейман | Джейн Кэмпион и Джерард Ли | 3 августа 2017  | 2,38                           |
| Из флэшбэка мы узнаём, что Робин рассталась с Джонно из-за того, что тот изменил ей в день свадьбы. Робин раздражает её напарница Миранда, и она хочет работать по делу «Китайской девушки» одна. Однако её шеф настаивает на сотрудничестве девушек. Вскоре детективы узнают, что убитая была на четвёртом месяце беременности. Робин, наконец, набирается мужества, чтобы связаться с Мэри и предложить ей встретиться. Знакомство матери и дочери происходит в кафе. Мэри говорит Робин, что ей известно то, что она родилась в результате изнасилования. |            |                                             |                |                            |                 |                                |
| 10 | 3          | «Surrogate» «Суррогат»                      | Эриэль Клейман | Джейн Кэмпион и Джерард Ли | 10 августа 2017 | 1,97                           |
| Робин понимает, что «Китайская девушка» была суррогатной матерью, и предлагает сравнить ДНК нерождённого ребёнка с ДНК пар, которые отчаялись забеременеть сами. Пайк и Джулия узнают, что Пусс уже женат, и сообщают об этом Мэри. Однако это только ещё больше ухудшает их отношения с дочерью. Судебное заседание по урегулированию иска Эла против Робин срывается, из-за того что Паркер нападает на детектива Гриффин ещё до его начала. |            |                                             |                |                            |                 |                                |
| 11 | 4          | «Birthday» «День Рождения»                  | Эриэль Клейман | Джейн Кэмпион и Джерард Ли | 17 августа 2017 | 1,92                           |
| В полицию обращается студент Бретт, влюблённый в одну из проституток борделя «Шёлк 41». Он говорит, что у него были отношения с девушкой по прозвищу Корица, но она пропала. Робин понимает, что именно Корица является «Китайской девушкой». Поведение Пусса становится всё более опасным и непредсказуемым. Он считает, что Мэри должна начать заниматься проституцией, когда ей исполнится 18, и девушка соглашается с этой идеей. Мэри просит Робин и Пайка научить плавать её подруг из Азии, которыми оказываются девушки из борделя. Вместе с ними на пляж приходит Пусс. Он знакомится с Робин, говорит с ней о её изнасиловании и нападает на неё, серьезно укусив за нос. Однако Мэри убеждает свою биологическую мать не подавать на него заявление в полицию. |            |                                             |                |                            |                 |                                |
| 12 | 5          | «Who's Your Daddy?» «Кто твой папочка?»     | Джейн Кэмпион  | Джейн Кэмпион и Джерард Ли | 24 августа 2017 | 1,69                           |
| Мэри покидает дом Робин, чтобы вернуться к Пуссу. От неё тот узнаёт, что Робин ведёт дело об исчезновении и смерти Корицы. Бретт проходит процедуру официального опознания тела «Китайской девушки», после которой его эмоциональное состояние становится нестабильным. Миранда раскрывает секрет о том, что её ребёнка тоже вынашивает суррогатная мать, однако она пропала и не выходит на связь. Эта информация позволяет Робин приблизиться к нахождению людей, предлагающих незаконные услуги суррогатного материнства. Беспокойство Робин и Пайка о Мэри очень сближает их, это не вызывает восторга у Джулии. |            |                                             |                |                            |                 |                                |
| 13 | 6          | «The Battle of the Mothers» «Битва матерей» | Джейн Кэмпион  | Джейн Кэмпион и Джерард Ли | 31 августа 2017 | 1,84                           |
| Бретт берёт Мэри в заложники, и Робин всеми силами пытается найти свою дочь. Пусс рассказывает Робин правду о том, что именно произошло с Корицей, и сообщает местонахождение пропавших суррогатных матерей. |            |                                             |                |                            |                 |                                |

## Отзывы и критика
Рецензии критиков на сериал «Вершина озера» были в основном положительными. При описании сериала использовались такие определения как «мастерски сделанный», «красивый», «таинственный», «захватывающий», «шедевр». На сайте Metacritic у сериала 87 баллов из 100. На сайте-агрегаторе Rotten Tomatoes первый сезон «Вершины озера» достиг 97 % «свежести» со средним рейтингом 8,94 из 10; второй сезон — 71 % «свежести» со средним рейтингом 9,0 из 10.
«Вершина озера» по достоинству была оценена феминистскими критиками за стремление сериала подробно проанализировать культуру изнасилования, а также за построение сюжета вокруг персонажей одиноких и травмированных женщин.
Не обошлось и без негативных отзывов о сериале. Так, Майк Хейл из «The New York Times» критиковал «тщательно продуманные сюжетные линии» и считал, что исчезновение Туи — не основной сюжетный элемент, на котором держится история, а «метафора для вооружённого сопротивления мужской гегемонии», которое и составляет основу творчества Джейн Кэмпион.

## Награды и номинации
| Год  | Премия                                | Номинация                                                                   | Номинант                    | Результат                |
| ---- | ------------------------------------- | --------------------------------------------------------------------------- | --------------------------- | ------------------------ |
| 2013 | «Equity Ensemble Awards»              | Лучший актёрский состав в мини-сериале или телефильме                       | «Вершина озера»             | Победа                   |
| 2013 | «New Zealand Film Awards»             | Лучший телевизионный фильм или сериал                                       | «Вершина озера»             | Победа                   |
| 2013 | «Screen Producers Australia Awards»   | Телевизионная драма года                                                    | «Вершина озера»             | Победа                   |
| 2013 | Премия «Выбор телевизионных критиков» | Лучший фильм или мини-сериал                                                | «Вершина озера»             | Номинация                |
| 2013 | Премия «Выбор телевизионных критиков» | Лучшая женская роль в фильме или мини-сериале                               | Элизабет Мосс               | Победа                   |
| 2013 | Премия «Выбор телевизионных критиков» | Лучшая мужская роль второго плана в фильме или мини-сериале                 | Питер Маллан                | Номинация                |
| 2013 | Премия «Выбор телевизионных критиков» | Лучшая мужская роль второго плана в фильме или мини-сериале                 | Дэвид Уэнем                 | Номинация                |
| 2013 | Премия «Выбор телевизионных критиков» | Лучшая мужская роль второго плана в фильме или мини-сериале                 | Томас М. Райт               | Номинация                |
| 2013 | Премия «Эмми»                         | Прайм-тайм премия «Эмми»                                                    | Прайм-тайм премия «Эмми»    | Прайм-тайм премия «Эмми» |
| 2013 | Премия «Эмми»                         | Лучший мини-сериал или фильм                                                | «Вершина озера»             | Номинация                |
| 2013 | Премия «Эмми»                         | Лучшая актриса в мини-сериале или фильме                                    | Элизабет Мосс               | Номинация                |
| 2013 | Премия «Эмми»                         | Лучший актёр второго плана в драматическом телесериале                      | Питер Маллан                | Номинация                |
| 2013 | Премия «Эмми»                         | Лучшая режиссура мини-сериала, фильма или драматической программы           | Джейн Кэмпион, Гарт Дэвис   | Номинация                |
| 2013 | Премия «Эмми»                         | Лучший сценарий мини-сериала, фильма или драматической программы            | Джейн Кэмпион, Джерард Ли   | Номинация                |
| 2013 | Премия «Эмми»                         | Creative Arts Emmy Awards                                                   |                             |                          |
| 2013 | Премия «Эмми»                         | Лучший кастинг мини-сериала или фильма                                      | «Вершина озера»             | Номинация                |
| 2013 | Премия «Эмми»                         | Лучшая операторская работа в мини-сериале или фильме                        | «Вершина озера» «Эпизод 1»  | Победа                   |
| 2013 | Премия «Эмми»                         | Лучший монтаж в мини-сериале или фильме                                     | «Вершина озера», «Эпизод 5» | Номинация                |
| 2013 | Премия «Спутник»                      | Лучшая женская роль в мини-сериале или телефильме                           | Элизабет Мосс               | Победа                   |
| 2013 | Премия «Спутник»                      | Лучшая мужская роль в мини-сериале или телефильме                           | Питер Маллан                | Номинация                |
| 2013 | Премия «Спутник»                      | Лучший мини-сериал или телефильм                                            | «Вершина озера»             | Номинация                |
| 2014 | AACTA Awards                          | Лучший мини-сериал или телефильм                                            | «Вершина озера»             | Победа                   |
| 2014 | AACTA Awards                          | Лучший режиссёр драмы или комедии                                           | Гарт Дэвис                  | Номинация                |
| 2014 | AACTA Awards                          | Лучший приглашенный актёр или актёр второго плана в телевизионной драме     | Питер Маллан                | Номинация                |
| 2014 | AACTA Awards                          | Лучшая приглашенная актриса или актриса второго плана в телевизионной драме | Робин Невин                 | Номинация                |
| 2014 | AACTA Awards                          | Лучший оператор на телевидении                                              | Адам Аркапау                | Победа                   |
| 2014 | AACTA Awards                          | Лучший звук на телевидении                                                  | Ричард Флинн и другие       | Победа                   |
| 2014 | AACTA Awards                          | Лучшая оригинальная музыка на телевидении                                   | Марк Брэдшоу                | Номинация                |
| 2014 | AACTA Awards                          | Лучший производственный дизайн на телевидении                               | Фиона Кромбье               | Номинация                |
| 2014 | AACTA Awards                          | Лучший дизайн костюмов на телевидении                                       | Эмили Сересин               | Номинация                |
| 2014 | AACTA Awards                          | Лучший редактор на телевидении                                              | Скотт Грэй                  | Номинация                |
| 2014 | Премия Гильдии киноактёров США        | Лучшая женская роль в телефильме или мини-сериале                           | Элизабет Мосс               | Номинация                |
| 2014 | Премия Гильдии киноактёров США        | Лучшая женская роль в телефильме или мини-сериале                           | Холли Хантер                | Номинация                |
| 2014 | Премия «Золотая нимфа»                | Лучший мини-сериал или телефильм                                            | «Вершина озера»             | Победа                   |
| 2014 | Премия «Золотая нимфа»                | Лучшая актриса мини-сериала или телефильма                                  | Элизабет Мосс               | Победа                   |
| 2014 | Премия «Золотая нимфа»                | Лучший актёр мини-сериала или телефильма                                    | Питер Маллан                | Победа                   |
| 2014 | Премия «Золотой глобус»               | Лучший мини-сериал или телефильм                                            | «Вершина озера»             | Номинация                |
| 2014 | Премия «Золотой глобус»               | Лучшая актриса мини-сериала или телефильма                                  | Элизабет Мосс               | Победа                   |